# ألفونس نيكلاس
ألفونس نيكلاس (بالبولندية: Alfons Niklas)‏ هو منافس ألعاب قوى بولندي، ولد في 20 أكتوبر 1929 في Ostrowite, Gmina Chojnice ‏ في بولندا.

## وصلات خارجية
- ألفونس نيكلاس على موقع اللجنة الأولمبية الدولية (الإنجليزية)
- ألفونس نيكلاس على موقع أوليمبيديا (الإنجليزية)
- ألفونس نيكلاس على موقع اللجنة الأولمبية البولندية (مؤرشف) (البولندية)